# Llista d'alcaldes de Santa Maria de Palautordera
Llista d'alcaldes de Santa Maria de Palautordera:
- Pau Net (1848)
- Marc Corominas (1871)
- Joan Morató i Sauleda (1874)
- Francesc Mateu (1877)
- Joan Rahull (1879)
- Josep Botifoll (1881)
- Ramon Auleda i Cuadras (1883, 1885)
- Josep Morató i Bruguera (1887, 1891 i 1894)
- Francesc Portell i Cruixent (1895)
- Tomàs Perxachs i Masó (1897)
- Pere Corominas i Saurí (1899 - 1904)
- Tomàs Perxachs i Masó (1904 - 1906)
- Rafael Tarradas i Tàpis (1906 - 1909)
- Pere Corominas i Saurí (1909 - 1910)
- Agustí Altimira i Mota (1910 - 1912)
- Segimon Andreu i Pou (1912 - 1916)
- Miquel Arimany i Badrinas (1916 - 1923)
- Antoni Gimferrer i Serrallonga (1923 - 1924)
- Segimon Andreu i Pou (1924 - 1930)
- Esteve Corominas i Mateu (1930 - 1930)
- Baldomer Morató i Pou (1930 - 1931)
- Josep Pou i Font (1931 - 1932)
- Joan Mateu i Lleget (1932 - 1933)
- Josep Gimferrer i Cuní (1933 - 1936)
- Joan Colomer i Prat (1936 - 1938)
- Ramon Altimira i Estrany (1939 - 1952)
- Josep Daví i Tusell (1952 - 1955)
- Esteve Isern i Catarineu (1955 - 1965)
- Rafael Pujós i Gasset (1965 - 1976)
- Ramon Gimferrer i Baqué (1976 - 1979)
- Ermengol Llop i Ferrer (1979 - 1979)
- Jordi Baiget i Elias (1979 - 1982)
- Josep Amargant i Garriga (1982 - 1983)
- Lluís Pardo i Fuillerat (1983 - 1983)
- Josep Balagué i Sans (1983 - 1987)
- Joan Soler i Moles (1987 - 1999)
- Joan Mayneris i Parera (1999 - 2003)
- Jaume Grau i Xena (2003 - 2007)
- Joan Mayneris i Parera (2007 - 2011)
- Jordi Xena i Ibañez (2011 -)